# Molophilus laevistylus
Molophilus laevistylus là một loài ruồi trong họ Limoniidae. Chúng phân bố ở miền Australasia.